# Edith Nesbit
Pour les articles homonymes, voir Nesbitt.
Edith Nesbit (Kennington(Surrey), 15 août 1858 - New Romney (Kent),
4 mai 1924) est une écrivaine britannique, auteur de littérature d'enfance et de jeunesse, également militante socialiste.

## Biographie
Née dans un futur faubourg de Londres, fille d'un maître d'école qui meurt peu avant son quatrième anniversaire, Edith Nesbit passe son enfance en France et en Allemagne, la santé fragile de sa sœur nécessitant un changement d'air fréquent. Très tôt disciple de William Morris.
Elle épouse en 1880, à l'âge de dix-neuf ans et enceinte de sept mois, Hubert Bland, un employé de banque. Ils ne vivent pas tout de suite ensemble, Bland résidait avec sa mère et sa compagne Maggie Doran, avec qui il a eu un fils. Ses propres enfants sont Paul (1880-1940), à qui The Railway Children est dédié, Iris (1881-1965) et Fabian (1885-1900), à qui sont dédiés Five Children and It (Drôle de fée), Chasseurs de trésor et leurs suites, et qui meurt à l'âge de quinze ans. Son mari a également eu deux enfants avec l'amie d'Edith, Alice Hoatson; Rosamund (1886-1950) et John (1899-1946), qu'Edith élèvera comme les siens.
Nesbit et Bland font partie des fondateurs de la Fabian Society en 1884, et participaient à la rédaction du journal du groupe, Today. En 1908 paraissent ses poèmes politiques Ballads and Lyrics of Socialism.
En 1917, trois ans après la mort de Bland, Nesbit épouse Thomas Tucker, un ingénieur naval. Grande fumeuse, atteinte d'un cancer du poumon, elle meurt en 1924.
Auteur d'une quarantaine de livres pour enfants, Edith Nesbit est considérée comme le premier auteur moderne de jeunesse. Ses œuvres ne se veulent pas lourdement didactiques, et usent des mondes imaginaires pour revenir dans le monde réel et s'y confronter. Elle eut une influence déterminante sur des auteurs tels que C. S. Lewis (Narnia), Diana Wynne Jones ou J. K. Rowling.
Five Children and It, les premières aventures de cinq enfants et du Psammead, une créature magique vivant dans le sable, a donné lieu à une adaptation en série de dessins animés japonais, Sablotin (Onegai ! samia Don, Shunzô Katô, 1985), et à un film de John Stephenson, Cinq enfants et moi (2004).

### Principales œuvres

#### Cycle des enfants Bastable
- La Chasse au trésor / Chasseurs de trésor (The Story of the Treasure Seekers, 1899)
- The Wouldbegoods (1901)
- The New Treasure Seekers (1904)

#### Cycle duPsammead
- La Fée des sables / Une drôle de fée / Cinq enfants et moi (Five Children and It, 1902)
- The Phoenix and the Carpet (1904)
- Le Secret de l'amulette (The Story of the Amulet, 1905)

#### Cycle de la Maison d'Arden
- The House of Arden (1908)
- Harding's Luck (1909)

#### Autres œuvres
- Pussy and Doggy Tales (1899)
- The Railway Children (1906)
- The Enchanted Castle (1907)
- The Magic City (1910)
- Wet Magic (1913)

### Éditions françaises
- La Fée des sables, Hachette, 1906. Traduction de l'anglais par Jeanne Heywood. Avec 60 gravures de Harold Robert Millar (en).
- La Chasse au trésor, Fernand Nathan, 1981. Traduction de l'anglais par Cécile Lœb.
- Billy Roi, Le Livre de poche, 1982. Traduction de l'anglais par Théo Carlier. Recueil de sept contes: Billy Roi, Billy et William, Mélisande, ou deux poids, deux mesures, Bélinda et Bellamant, ou les Cloches du royaume des Carillons, Le Cheval blanc, Fortunatus Rex et Cie, ou l'Énigme des écolières disparues, Le Dernier Dragon[1].
- Mélisande, Gründ, 1990. Traduction de l'anglais par Stéphanie Villette.
- Chasseurs de trésor, Casterman "les Classiques bleus", 1995. Traduction de l'anglais par Claude Lauriot-Prévost[2].
- Le Secret de l'amulette, Gallimard "Folio junior", 1997. Traduction de l'anglais par Marie Wallace[3].
- Le Roi Lionel et le livre magique, Le Sorbier, 2002. Traduction de l'anglais et adaptation par Claire Ubac[4].
- Une drôle de fée, Gallimard "Folio junior", 2004. Traduction de l'anglais par Bee Formentelli[5].
- Cinq enfants et moi, Gallimard "Folio junior", 2007. Traduction de l'anglais par Bee Formentelli[6].
- Au Pays des Dragons, Ebook aux Editions Kindle, 2017. Traduction de l'anglais par Françoise Gries.
- Histoires de chiens et de chats (Pussy and Doggy Tales) : 
  - Trop malin pour son bien (édition bilingue), Cannes : Langues de chat, 2024. Traduction de l'anglais par Marjorie Burghart[7].
  - La Persane blanche (édition bilingue), Cannes : Langues de chat, 2024. Traduction de l'anglais par Marjorie Burghart[7].
  - Un puissant ami (édition bilingue), Cannes : Langues de chat, 2024. Traduction de l'anglais par Marjorie Burghart[7].
  - Une question idiote (édition bilingue), Cannes : Langues de chat, 2024. Traduction de l'anglais par Marjorie Burghart[7].
  - La minette égoïste (édition bilingue), Cannes : Langues de chat, 2024. Traduction de l'anglais par Marjorie Burghart[7].
  - Un minet trop curieux (édition bilingue), Cannes : Langues de chat, 2024. Traduction de l'anglais par Marjorie Burghart[7].
  - Neuf vies (édition bilingue), Cannes : Langues de chat, 2024. Traduction de l'anglais par Marjorie Burghart[7].
  - Histoires de chiens (édition bilingue), Cannes : Langues de chat, 2024. Traduction de l'anglais par Marjorie Burghart[7].
- Un prince, deux souris, et un chat noir (édition bilingue), Cannes : Langues de chat, 2024. Traduction de l'anglais par Françoise Gries[7].
- La princesse et le chat (édition bilingue), Cannes : Langues de chat, 2024. Traduction de l'anglais par Françoise Gries[7].
- Contes de dragons : 
  - L'Île aux Neuf Tourbillons, Cannes : Les trésors du dragon mauve, 2024. Traduction de l'anglais par Françoise Gries[8].
  - L'oncle Charles, ou L'étranger de couleur mauve, Cannes : Les trésors du dragon mauve, 2024. Traduction de l'anglais par Françoise Gries[8].
  - Une visite au Pôle Nord, Cannes : Les trésors du dragon mauve, 2024. Traduction de l'anglais par Françoise Gries[8].
  - Les libérateurs de leur pays, Cannes : Les trésors du dragon mauve, 2024. Traduction de l'anglais par Françoise Gries[8].
  - Le dragon apprivoisé, Cannes : Les trésors du dragon mauve, 2024. Traduction de l'anglais par Françoise Gries[8].
  - Le cœur de pierre et le cœur d'or, Cannes : Les trésors du dragon mauve, 2024. Traduction de l'anglais par Françoise Gries[8].
  - Les conseils de la cocatrice, Cannes : Les trésors du dragon mauve, 2024. Traduction de l'anglais par Françoise Gries[8].
  - Le livre des bêtes, Cannes : Les trésors du dragon mauve, 2024. Traduction de l'anglais par Françoise Gries[8].
  - Le dernier des dragons, Cannes : Les trésors du dragon mauve, 2024. Traduction de l'anglais par Françoise Gries[8].